# Give My Life
«Give My Life» —en español: «Doy la vida»— es una canción escrita por Alexander Bard, Tim Norell y Ola Håkansson, y grabada por Army of Lovers que llegó a ser un éxito de 1995-1996. El sencillo se mantuvo en las listas de Suecia durante 18 semanas y 23 semanas en los Países Bajos.

## Lista de canciones
1. Give My Life (Versión corta) - 3:54
2. Stand Up For Myself (Remix de 1995) - 3:59

## Posición en las listas
| Lista (1995-1996) | Posición |
| ----------------- | -------- |
| Países Bajos      | 23       |
| Suecia            | 6        |

- Datos: Q10505136